# Myeong-dong (metropolitana di Seul)
Myeong-dong (명동역 - 明洞驛, Myeong-dong-yeok) è una stazione della metropolitana di Seul servita dalla linea 4 della metropolitana di Seul. Si trova nel quartiere di Jung-gu, nel centro della città sudcoreana e serve la vivace area commerciale di Myeongdong, molto frequentata dai giovani.

## Linee
Seoul Metro
● Linea 4 (Codice: 424)

## Struttura
La stazione è costituita da un marciapiedie a isola con due binari passanti sotterranei, protetti da porte di banchina a piena altezza.
Linea 4
| Direzione Danggogae | ● Linea 4 | per Chungmuro, Changdong, Nowon e Danggogae |
| Direzione centro    | ● Linea 4 | per Seul, Sadang, Geumjeong, Jungang e Oido |

## Dintorni

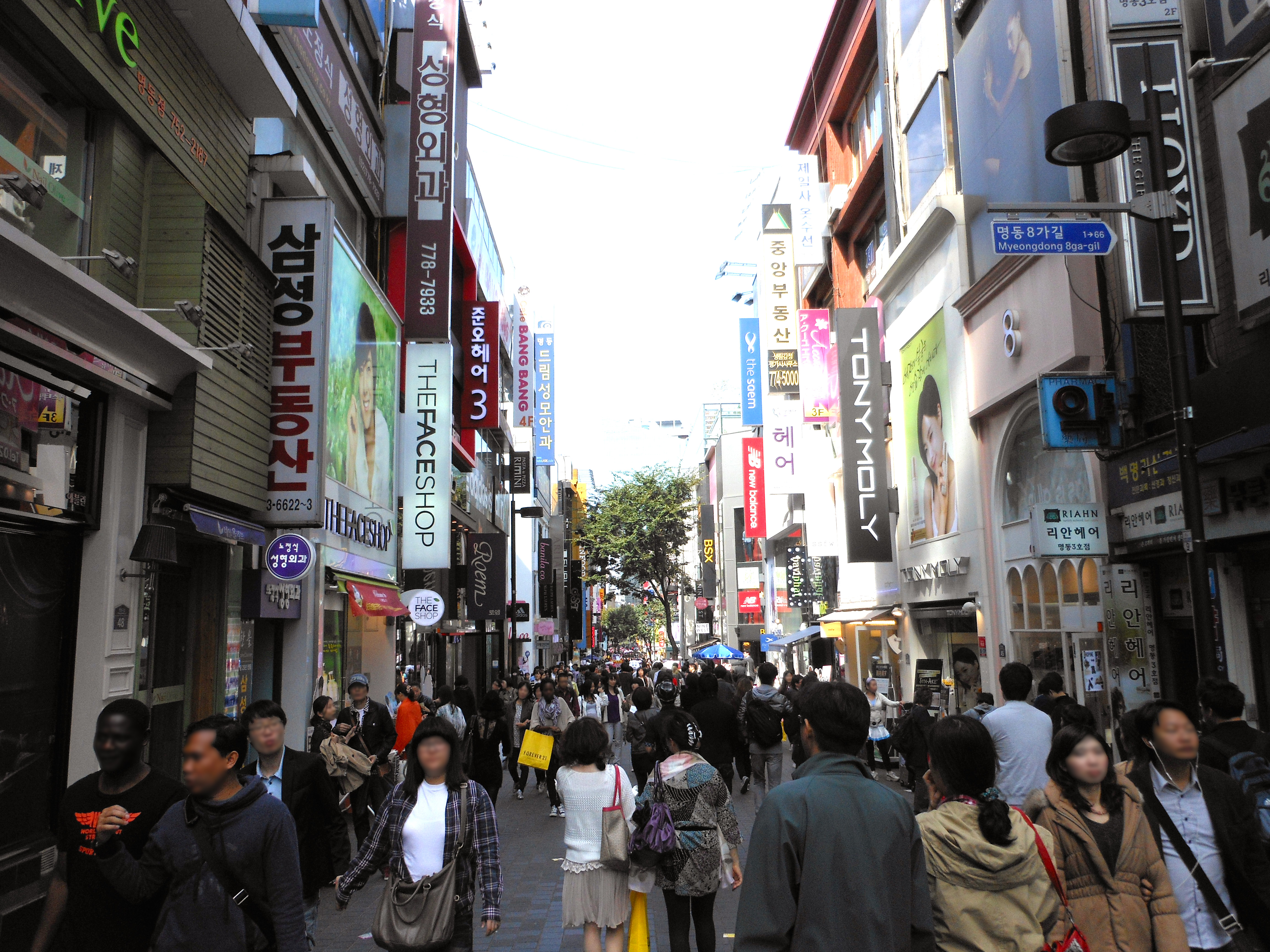
Vista della zona di Myeongdong

Attorno alla stazione si trova la zona di Myeongdong, con diversi ristoranti, centri commerciali e hotel, fra cui:
- Centro commerciale Myeongdong Migliore
- Cattedrale di Myeongdong
- Istituto d'Arte di Seul - Campus di Namsan
- Ufficio postale centrale di Seul
- Centrale di polizia di Seul
- Cinus Myeongdong (centro commerciale)
- Sede KEPCO
- Hotel Sejong
- Hotel New Oriental
- Pacific Hotel
- Seul Animation Center
- Funivia del monte Namsan

## Stazioni adiacenti
| «         | Servizio | »        |
| Linea 4   | Linea 4  | Linea 4  |
| --------- | -------- | -------- |
| Chungmuro | -        | Hoehyeon |